# 斯廷法洛斯湖怪鸟

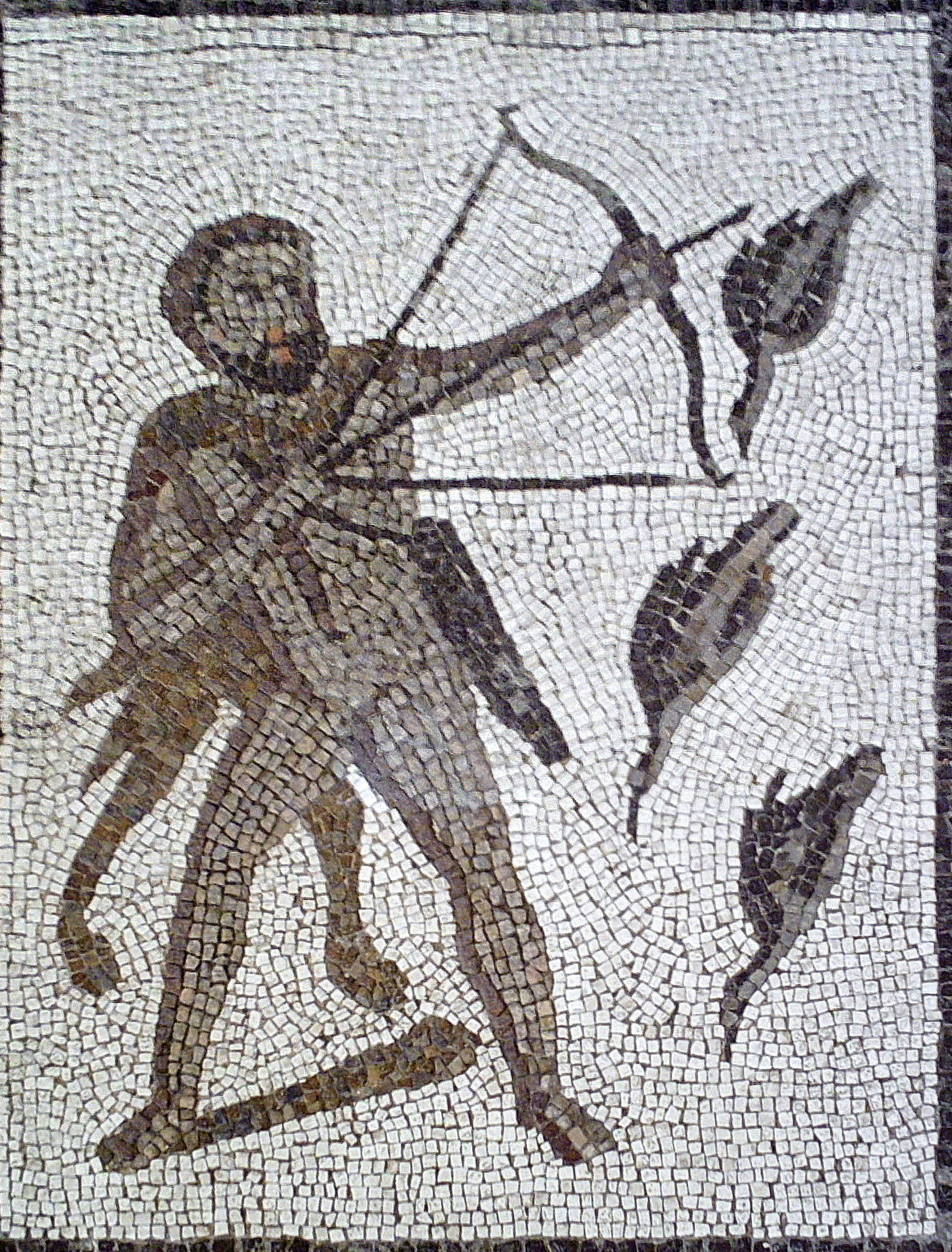
罗马时期的马赛克：赫剌克勒斯射死斯廷法洛斯湖怪鸟

斯廷法洛斯湖怪鸟（希腊语：Στυμφαλίδες Όρνιθες）希腊神话中栖居在斯廷法洛斯湖畔（位于阿耳卡狄亚地区）的一群怪鸟。
斯廷法洛斯湖怪鸟以人为食。長著青銅的鳥喙、鋒利的金屬羽毛，牠們能夠撲倒人們，殺死他們。當這些鳥把羽毛像箭一樣射出時，其威力足以將人殺死。另外，牠們的糞便有劇毒。
怪鸟本身是战神阿瑞斯的宠物，住在阿瑞提亚（阿瑞斯岛）。阿耳戈船英雄在寻找金羊毛的途中曾路过阿瑞提亚，并遭到怪鸟的攻击。后来怪鸟为了躲避狼群而迁徙到斯廷法洛斯湖，在那裡迅速地繁殖並氾濫了農村，破壞了當地的農作物，果樹和城鎮居民。給附近的居民帶來了嚴重的麻煩。大英雄赫拉克勒斯在雅典娜和赫菲斯托斯的帮助下将这群怪物杀死。这位英雄来到怪鸟居住的茂密的森林中，把它们惊飞起来，然后用箭一一射死（一说是用弹弓射死）。杀死斯廷法洛斯湖怪鸟是赫拉克勒斯的第六项功绩。

## 资料来源
1. ↑   鲁刚 (编). . 中国: 辽宁人民出版社. 1989-11: 953. ISBN 7-205-00960-X （中文（中国大陆））. 斯廷法洛斯湖的怪鸟（Stymphalianbirds）
2. ↑  泡萨尼阿斯，V、VIII